# 太刀洗站

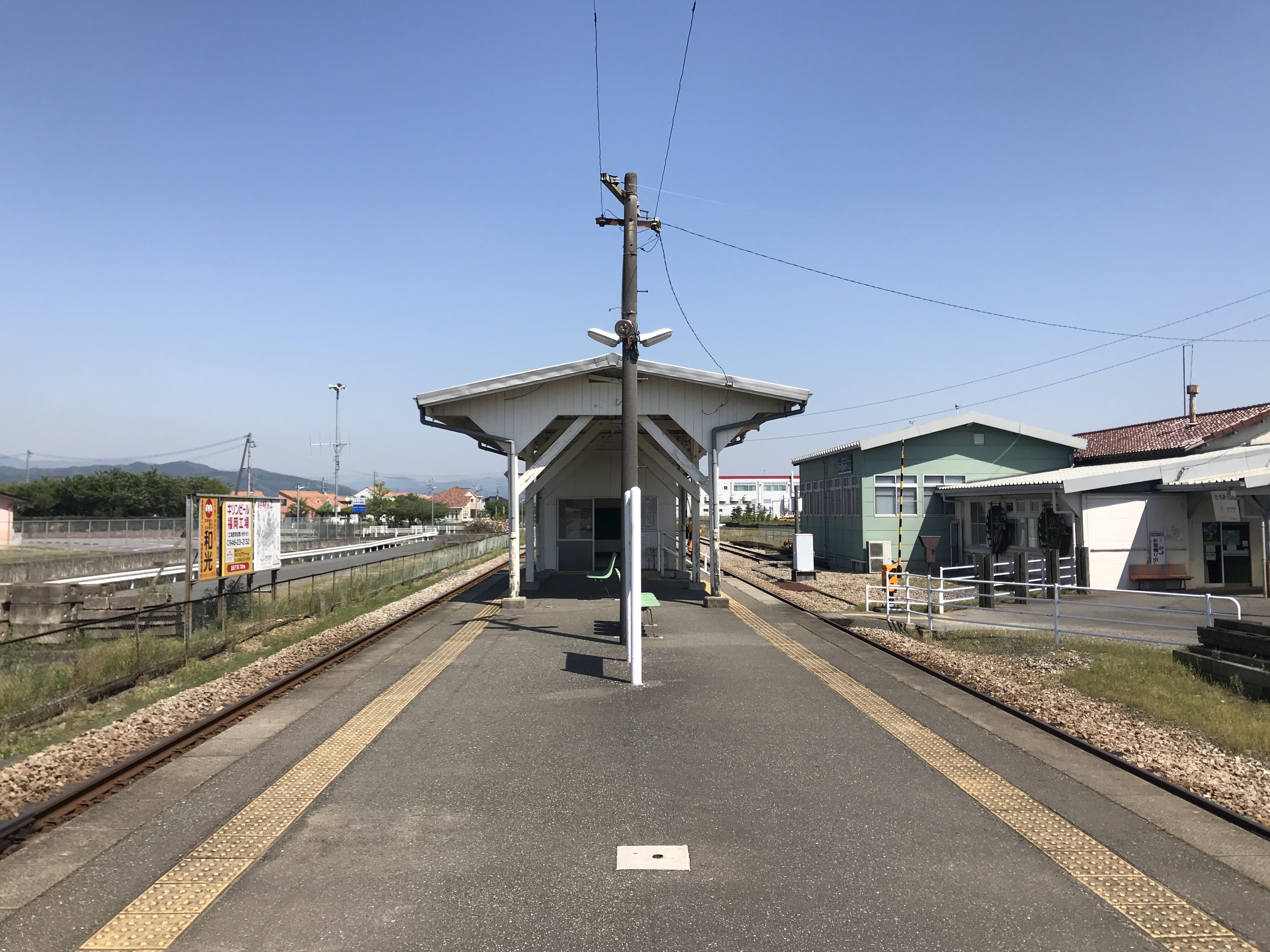
月台（後方為高田方向）（2018年4月）

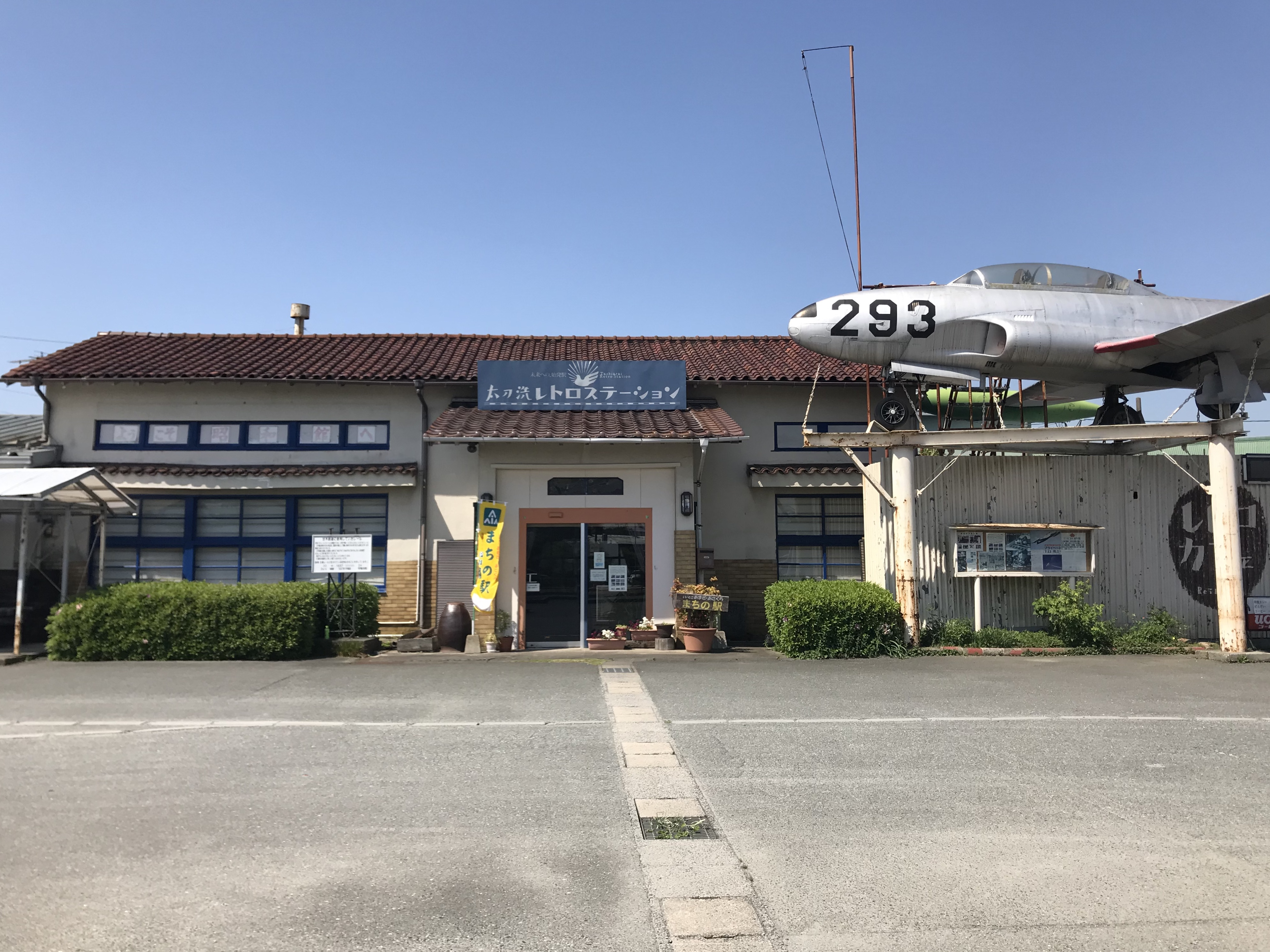
舊車站大樓（現時為太刀洗復古站，2018年4月）

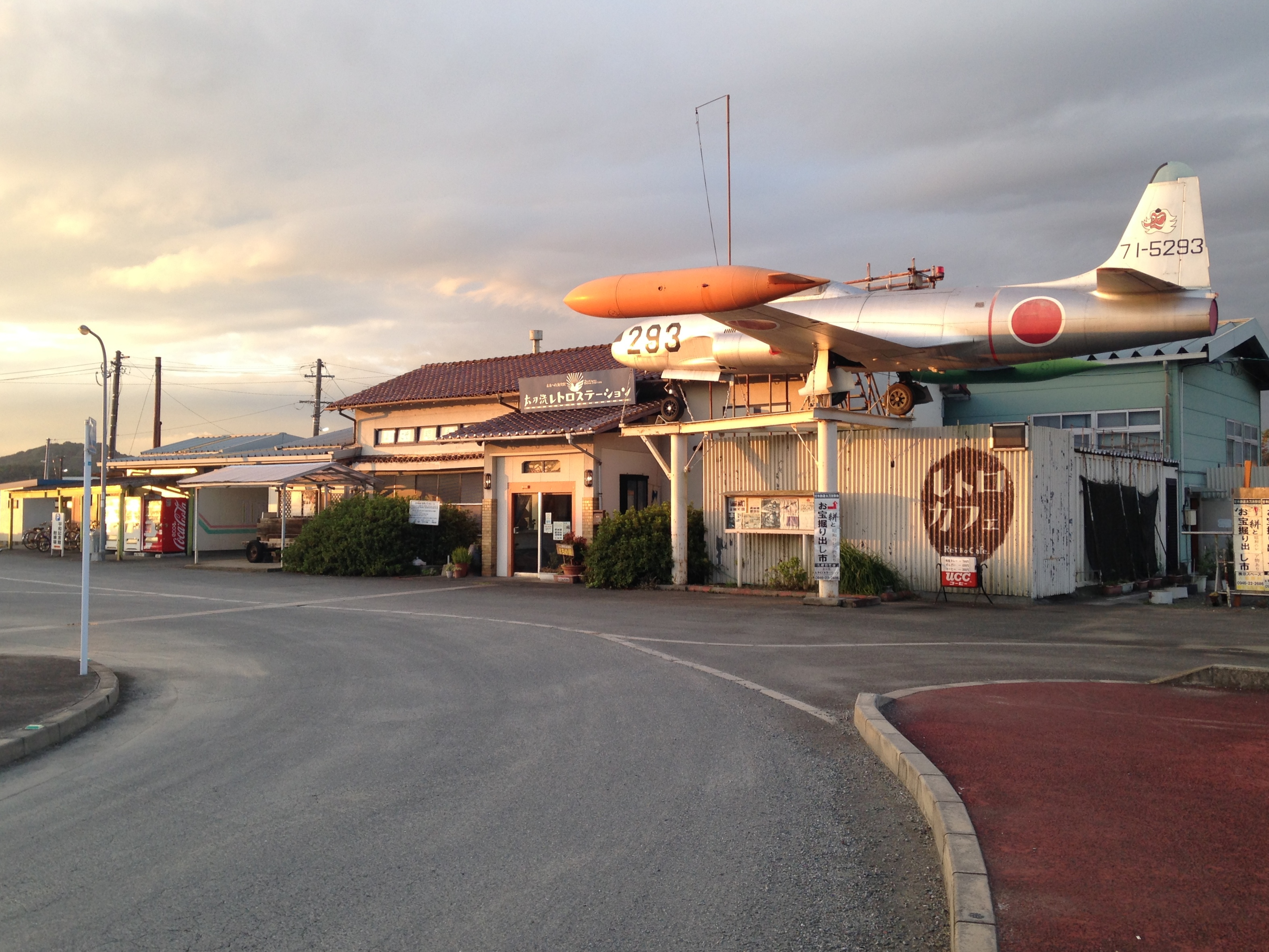
舊車站大樓左邊為現時車站出入口
站前設有一架飛機，為航空自衛隊所屬的T-33教練機（2015年11月）

太刀洗站（日语：／ Tachiarai eki */?）是位於福岡縣朝倉郡筑前町大字高田，甘木鐵道甘木線車站。
此站不是在三井郡大刀洗町內，但是在朝倉郡筑前町位置。此外，車站附近的町名為「大」刀洗町，與站名「太」刀洗相異。

## 歷史
在1966年（昭和41年），於太刀洗飛行場蹟開設麒麟啤酒福岡工場，此站設有專用線連接該處，用作運送原料前往該處，以及運送製成品離開工場。該貨運業務於1984年（昭和59年）2月1日時間表修正後繼續設有貨運業務，同年9月19日終止貨運業務，專用線廢止。
- 1939年（昭和14年）4月28日 - 國鐵甘木線基山站至甘木站之間開通，此站啟用。由於車站鄰近大刀洗陸軍飛行場（日语：大刀洗陸軍飛行場）正門前，最頂盛時期毎日有1-2萬人上下車[1]。
- 1971年（昭和46年）2月10日 - 成為無人車站（實際只留下貨運相關人員）。
- 1984年（昭和59年）9月19日 - 結束貨物起卸業務。
- 1986年（昭和61年）4月1日 - 由甘木鐵道接管車站，成為甘木鐵道甘木線車站。[2]。

## 車站構造
車站是一座地面車站，設有1面2線的島式月台。此站是無人車站，月台與車站出入口之間設有站內平交道連接。戰前車站鄰近舊日本陸軍太刀洗飛行場。此站設有許多側線和地下通道。車站出入口沒有斜道，因此輪椅人士需要其他人幫助。
甘木鐵道甘木線是單線鐵路，上行列車和下行列車之間會在此站進行列車交會。
在甘木鐵道接管之際，車站的交會設備撒走，後來於2003年（平成15年）重開。

### 月台
| 月台         | 路線    | 上下行 | 方向           | 備註 |
| ------------ | ------- | ------ | -------------- | ---- |
| 車站大樓一方 | ■甘木線 | 上行   | 小郡、基山方向 |      |
| 對面         | ■甘木線 | 下行   | 甘木方向       |      |

## 使用狀況
| 乘車人次變化 | 乘車人次變化 |
| 年度         | 1日平均人次  |
| ------------ | ------------ |
| 2011年       | 208          |
| 2012年       | 210          |
| 2013年       | 199          |
| 2014年       | 225          |
| 2015年       | 243          |
| 2016年       | 216          |
| 2017年       | 221          |
| 2018年       | 234          |

## 車站周邊
車站位於筑前町南端。車站南邊設有國道500號。車站南邊約2公里（朝倉市）處設有大分自動車道。
- 久留米拉麵丸八
- 麒麟啤酒福岡工場 - 東南方約1公里
- 筑前町立大刀洗平和紀念館（日语：筑前町立大刀洗平和記念館） - 使用舊國鐵車站大樓的舊館於2008年（平成20年）12月關閉。站前的新館於2009年（平成21年）10月3日開設。
- 太刀洗復古站 - 舊國鐵車站大樓。現時成為筑前町立大刀洗平和紀念館，於2009年（平成21年）10月3日開設。
- 大刀洗陸軍飛行場蹟（日语：大刀洗陸軍飛行場）
- 三輪南公園
- 筑前少年大使館（南部地區社區中心）
- I-PEX（日语：I-PEX）大刀洗工場
- Astara Vista太刀洗店（綜合超級市場）
- 社會福祉法人武光福祉會 菊水苑
- OK食品工業（日语：オーケー食品工業）大刀洗工場

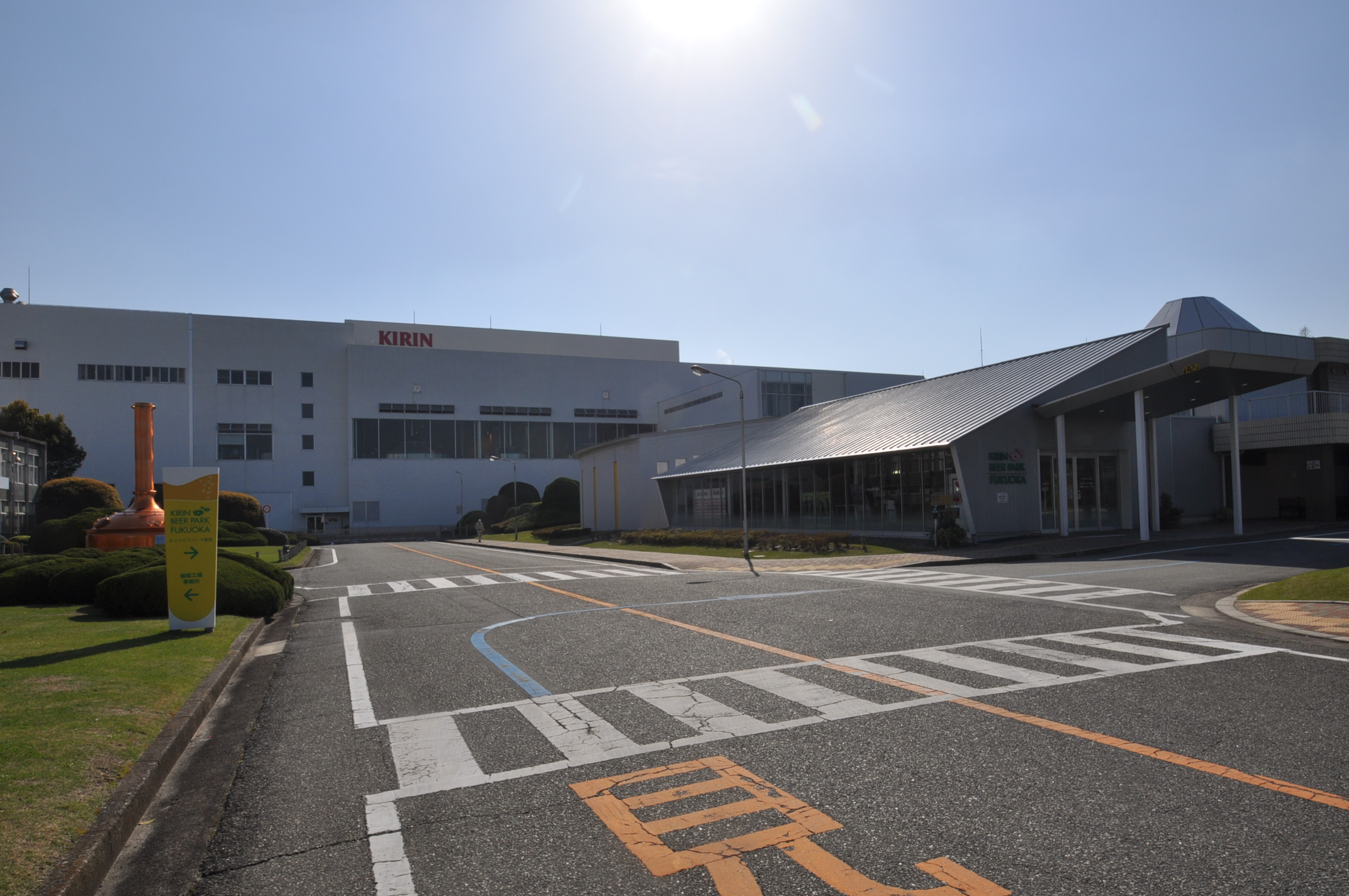
麒麟啤酒福岡工場（可作參觀）
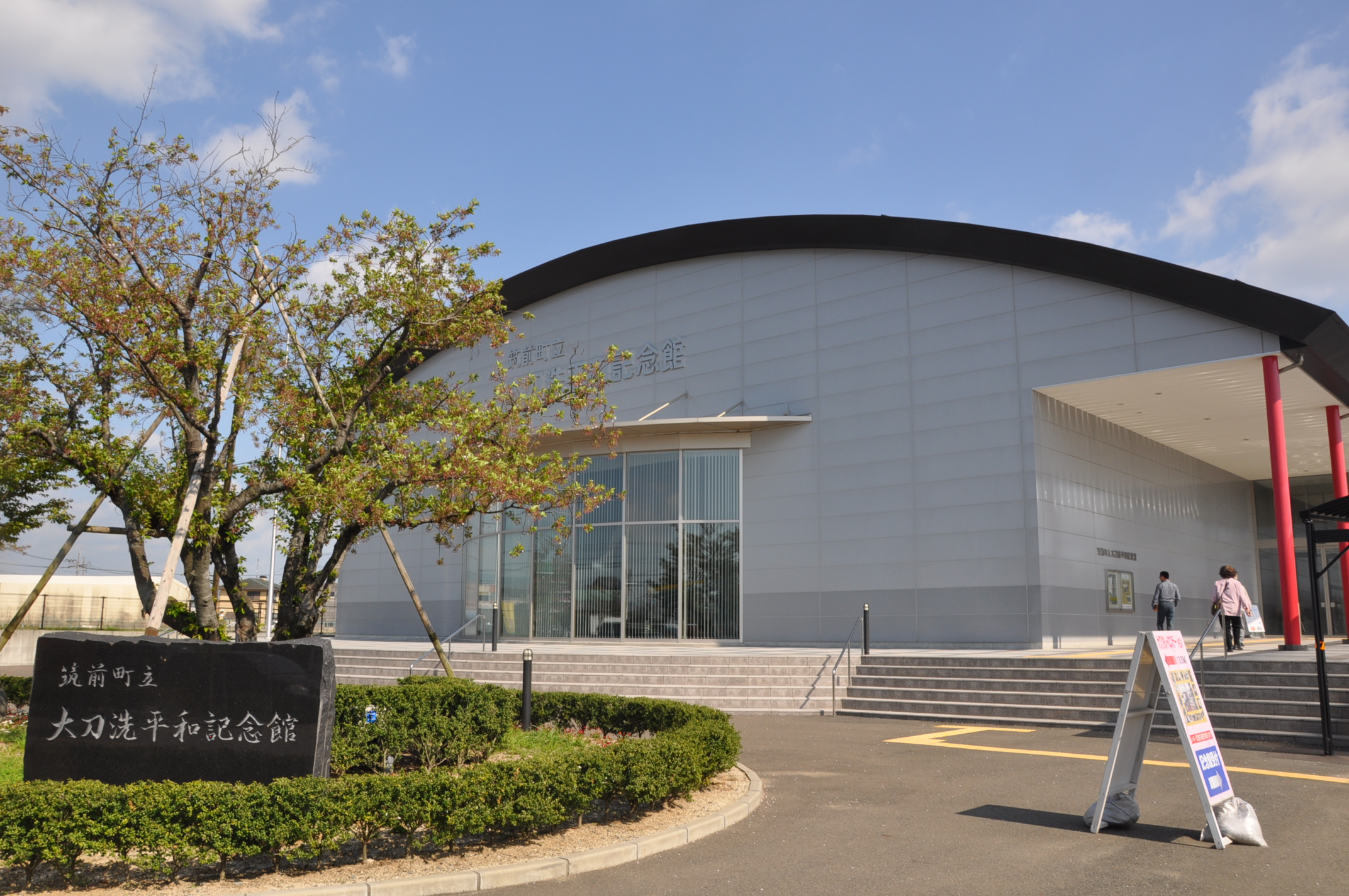
筑前町立大刀洗平和紀念館
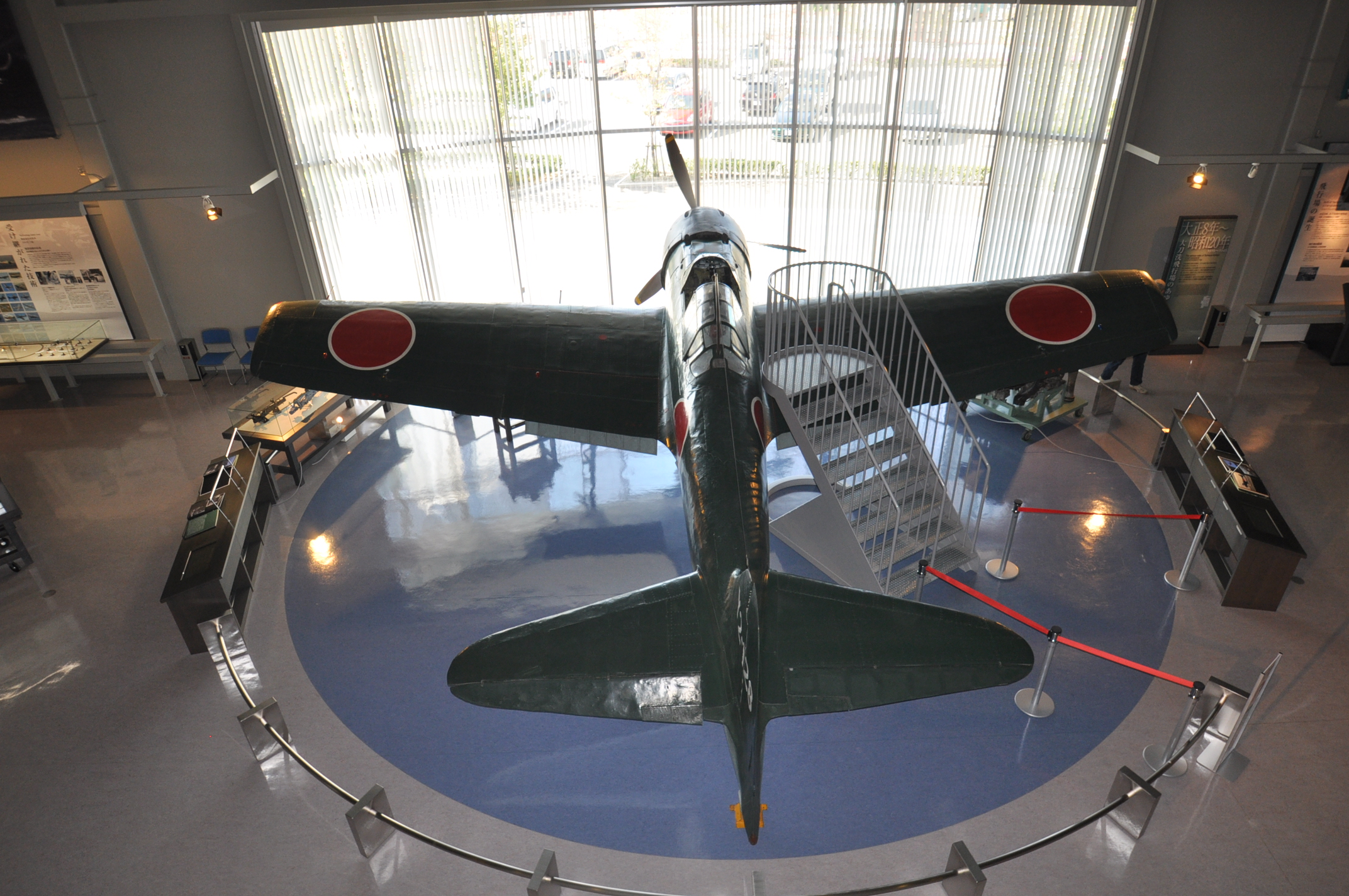
零式艦上戰鬥機32型（大刀洗平和紀念館）

## 巴士路線
甘木觀光巴士駛入站前迴旋路。
- 甘木觀光巴士 - 三輪小學前、Mekubaru、三輪Soreri、甘鐵甘木站方向

## 相鄰車站
甘木鐵道
■甘木線
山隈－太刀洗－高田

## 注腳
1. ↑  . 筑前町立大刀洗平和記念館.   [2018-04-24]. （原始内容存档于2021-04-24） （日语）.
2. ↑  . 鐵道雜誌 (鐵道雜誌社). 1987-08, 21 (10): 98–101 （日语）.
3. ↑  國土數値情報　不同車站的上下車人次數據